# Huang Xueqin
Huang Xueqin (nascida em 1988), é uma ativista chinesa do movimento #MeToo e dos direitos das mulheres, como também jornalista independente. Antes de trabalhar como jornalista independente, Huang atuou como jornalista investigativa para vários jornais em Guangzhou, província de Guangdong, China. Em setembro de 2021, ela e outro ativista, Wang Jianbing, desapareceram e acredita-se que tenham sido detidos sob a acusação de subversão do poder estatal.

## Carreira

### Relatório de assédio sexual sobre mulheres jornalistas chinesas
Em outubro de 2017, Huang iniciou uma pesquisa sobre as experiências de assédio sexual de mulheres jornalistas chinesas e coletou 416 respostas. Em 7 de março de 2018, com base nesta pesquisa, foi lançado um Relatório de Assédio Sexual sobre Mulheres Jornalistas Chinesas. De acordo com o relatório, mais de 80% das mulheres jornalistas sofreram assédio sexual, 42,2% das mulheres jornalistas que participaram da pesquisa sofreram assédio sexual mais de uma vez.

### #MeToo na China

#### Incidente da Universidade Beihang
Em outubro de 2017, a sobrevivente de assédio sexual, graduada com Ph.D da Universidade Beihang, Dr. Luo Xixi, relatou anonimamente à universidade que seu ex-orientador de Ph.D, Chen Xiaowu vinha perseguindo seus alunos de pós-graduação há anos. No entanto, a universidade não respondeu ao seu relatório. Enquanto isso, ela viu a pesquisa de Huang sobre a experiência de jornalistas chinesas sobre assédio sexual e pediu ajuda a Huang. Elas criaram uma aliança chamada "Hard Candy" e expuseram os comportamentos de Chen Xiaowu em 1º de janeiro de 2018 no Weibo e receberam mais de três milhões de visualizações em um dia. Em resposta, a universidade revogou as credenciais de professor de Chen Xiaowu, enquanto o Ministério da Educação revogou seu título de "Acadêmico de Changjiang". Isso marcou o início do movimento #MeToo da China.
Posteriormente, Huang iniciou várias campanhas para apoiar muitos sobreviventes do #MeToo.

### Detenção em 2019
Em 9 de junho de 2019, Huang participou do protesto de 12 de junho de 2019 em Hong Kong contra o projeto de extradição de Hong Kong de 2019 e escreveu sobre sua experiência na plataforma Matters. Em 11 de junho, ela postou em suas redes sociais e afirmou que a polícia de Guangzhou a assediou por ela ter escrito um artigo sobre os manifestantes de Hong Kong. Ela disse que seus pais estavam "apavorados". Posteriormente, em outubro de 2019, a polícia de Guangzhou prendeu-a em sob a acusação de "Criar brigas e provocar problemas". Em 17 de janeiro de 2020, Huang foi libertado sob fiança.

### Detenção em 2021
Em 19 de setembro de 2021, Huang e o defensor dos direitos dos trabalhadores Wang Jianbing desapareceram e, posteriormente, perderam o contato em Guangzhou. Huang deveria começar seus estudos em desenvolvimento na Universidade de Sussex depois de receber uma bolsa Chevening, e Wang a acompanhou antes de seu vôo planejado. Uma organização de direitos humanos disse que uma pessoa familiarizada com o assunto afirmou que Wang e Huang podem ser detidos para investigação por acusações de incitamento à subversão do poder estatal, que envolveu reuniões diárias de amigos na casa de Wang. Em novembro de 2021, foi confirmado que foram presos e suas famílias receberam notificações de prisão emitidas pelo Departamento de Segurança Pública de Guangzhou. O aviso afirmava que eles foram presos pelo Departamento de Segurança Pública de Guangzhou sob suspeita de incitar a subversão do poder do Estado e agora estão detidos no Centro de Detenção No. 1 em Guangzhou.